# 孟子字義疏證
《孟子字義疏證》，是清初學者戴震晚年的作品，共三卷，初稿原稱《緒言》，《孟子私淑錄》，戴震通過解釋《孟子》中的“理”、“性”之說，闡發自己的哲學思想，是其一生哲學思考的總結晶。段玉裁《東原先生年譜》載戴東原作劄記：“樸生平著述最大者為《孟子字義疏證》一書，此正人心之要。今人無論正邪，盡以意見誤名之曰理，而禍斯民，故《疏證》不得不作。”
戴震的《孟子字義疏證》著重於批駁程朱理學的「存天理，滅人欲」的理念，他指出“舉凡民之饑寒愁怨、飲食男女、常情隱曲之感，咸視為人欲之甚輕者矣，輕其所輕，乃‘吾重天理也、公義也’，言雖美，而用之治人，則禍其人。”“今虽至愚之人，悖戾恣睢，其处断一事，责诘一人，莫不辄曰‘理’者，自宋以来，始相习成俗，则以理为如有物焉，得于天而具于心，因以心之意见当之也。于是负其气，挟其势位，加以口给者，理伸；力弱气慑，口不能道辞者，理屈。呜呼！其孰谓以此制事，以此制人之非理哉？”“尊者以理责卑，长者以理责幼，贵者以理责贱，虽失谓之顺；卑者、幼者、贱者以理争之，虽得谓之逆。于是下之人不能以天下之同情、天下所同欲达之于上，上以理责其下，而在下之罪，人人不胜指数。人死于法，犹有怜之者，死于理，其虽怜之。”程朱的“理欲之辨，適成忍而殘殺之具”，“誠見夫詖辭邪說之深入人心，必害於事，害於政，天下披其禍而莫之能覺也。”戴震並指責程朱“酷吏以法殺人，後儒以理殺人”。書中也批判宋儒的理學其實已雜以老莊哲學以及佛學，“程朱以理為如有物焉，實雜乎老莊釋氏之言”，“程子朱子之學，借階于老莊釋氏，故僅以理之一字易其所謂真宰、真空者，而餘無所易”。
此書約於乾隆四十一年冬之後完成，在此之前戴震僅與彭際清以書信討論過書中內容，也就是〈與彭進士允初書〉，此一信函長達五千言，實際是用來答覆彭際清的〈與戴東原書〉。《孟子字义疏证》一書在戴震生前並沒有得到認同，他的朋友不再與他聯絡，為躲避翁方纲、方东树等人責難，戴震甚至搬到范氏颖园去住。戴震曾以《孟子字义疏证》给彭绍升看，彭不满意戴震批判程朱“以理为如有物焉，得于天而具于心”的說法。戴震回信表示“程朱以理为‘如有物焉，得于天而具于心’，启天下后世人人凭在己之意见而执之曰理，以祸斯民。更淆以无欲之说”。章學誠在戴震逝世后指责戴震“心术不纯”和“丑詈程、朱，诋侮董、韩”。唯獨洪榜对此著倍加推崇：“夫戴氏论性道，莫备于其论《孟子》之书，而所以名其书者，曰《孟子字义疏证》焉耳。然则非言性命之旨也，训故而已矣。要之，戴氏之学，有功于《六经》孔孟之言甚大，使后之学者，无驰心于高妙，而明察于人伦庶物之间，必自戴氏始也。”。
乾隆四十二年（1777年），洪榜應戴震之子戴中立之请撰写《戴震行状》中认为戴震功“不在禹下”，又將《答彭进士允初书》一文載入其中，朱筠卻表示说：“可不必载，性与天道不可得闻，何图更于程朱之外，复有论说乎？戴氏所可传者不在此。”洪榜再次寫信与之辨论：“阁下谓程朱大贤，立身制行卓绝；岂独程朱大贤，立身制行卓绝，陆王亦大贤，立身制行卓绝；即老释亦大贤，立身制行卓绝也。惟其如是，使后儒小生闭口不敢道。宁疑周孔，不敢疑程朱。而其才智少过人者，则又附援程朱以入老释。”。张舜徽认为：“戴氏一生知已，要必以榜为最密矣。考论戴学得失者，必取资于是编”。

## 評價
- 方東樹對《孟子字義疏證》一無好感，他說：《孟子字義疏證》“戴氏自謂正人心之書。余嘗觀之，轇轕乖違，毫無當處，《原善》亦然”[13]。
- 焦循是肯定戴震的第一人，他说：“循读东原戴氏之书，最心服《盂子字义疏证》。说者分别汉学宋学，以义理归之宋。宋之义理诚详于汉，然训诂明乃能识羲文周孔之义理。宋之义理，仍当以孔之义理衡之，未容以宋之义理即定为孔子之义理也。”[14]焦循的《论语通释》即是仿《孟子字义疏证》之作。
- 章太炎論述：“震（戴震）始入四庫館，諸儒皆震竦之，願斂衽為弟子，天下視文士漸輕，文士與經師始交惡。”“震為《孟子字義疏證》以明材性，學者漸薄程朱。桐城諸家，本未得程朱要領，徒援引膚末大言自壯，故尤被輕蔑 。”[15]
- 钱穆既仰视朱熹如此，自不能容忍批宋攻朱之论，故斥东原所论「激越」、「深刻」、「诋毁逾分」，于东原颇致憾焉，亦因而下视东原曰：“余观船山议论，颇多与东原相同，然船山极尊宋儒……其识超于东原矣”[16]